# الرابطة البرلمانية 1960–61
الرابطة البرلمانية 1960–61 (بالإنجليزية: 1960–61 Isthmian League)‏ هو موسم من دوري إسثميان. فاز فيه نادي بروملي.